# Bolchoïe Ignatovo
Bolchoïe Ignatovo (en russe : Большо́е Игна́тово, en erzya : Игнадвеле) est un village en Mordovie (fédération de Russie), siège administratif du raïon de Bolchoïe Ignatovo et de l'établissement rural du même nom.

## Géographie
Le village se trouve au bord de la rivière Sioutovleï à 96 km (à vol d'oiseau) ou 104 km (par la route) de Saransk, la capitale régionale, et à 45 km de la gare ferroviaire d'Obrotchnoïé, sur la ligne Arzamas - Krasny Ouzel.

## Histoire
Le village est fondé après 1614 par des paysans venus du village de Staroïé Ermenzino (aujourd'hui Staroïé Katchaïevo). Il est documenté dès 1624. Il porte d'abord deux noms, celui de Chichkino ou d'Ignatovo d'après le nom de baptême d'un des premiers fondateurs, Ignat (Ignace) Outchassev; ce second nom prévaut par la suite. Les habitants se déplacent dans un nouvel emplacement au milieu du XIXe siècle. Il existe donc dès lors le village de Bolchoïé (grand) Ignatovo et le village de Maloïé (petit) Ignatovo; ce dernier étant maintenant dans le raïon d'Ardatov. Bolchoïé Ignatovo comptait 170 foyers en 1913 pour une population de 1 315 habitants. Le village disposait d'une église, d'une école, d'un marché tous les lundis. En 1921, il comptait 248 foyers pour 1 464 habitants. On y ouvre alors un dispensaire rural.

## Population
- 1959: 1369 habitants[2]
- 1970: 1492 habitants[3]
- 1979: 1991 habitants[4]
- 1989: 2451 habitants[5]
- 2002: 2799 habitants[6]
- 2010: 2842 habitants[7]
- 2015: 2665 habitants

## Infrastructures
Le kolkhoze 1er mai y est en activité de 1928 à 1955, puis le kolkhoze Kalinine. En 1996, cela devient l'exploitation agricole Bonne Voie. Trois microraïons sont construits à partir de 1965 et le village est alimenté au gaz en 1985. Aujourd'hui le village possède une boulangerie industrielle, deux centres commerciaux, une polyclinique, une fabrique de machines agricoles, des petits entreprises, une école secondaire, une bibliothèque municipale, une école de musique, un cinéma, un musée local, une église. L'on y trouve aussi un monument aux morts de la Grande Guerre patriotique, une statue de Lénine, une allée des héros de l'Union soviétique.
Près du village, il y a un lieu de sépulture de Mordves du XIVe siècle au XVIIe siècle.

## Religion
Le village possède une église orthodoxe dédiée à l'archange saint Michel, dépendant de l'éparchie d'Ardatov. L'église conserve les reliques du prêtre martyr Constantin (Podgorski). 